# Fernando Lugo
Fernando Armindo Lugo Méndez (n. 30 mai 1951) este un politician paraguayan. A fost președinte al Republicii Paraguay în perioada 2008-2012. Între 1994-2006 a fost episcopul diecezei San Pedro. Pentru implicarea sa socială a fost numit "episcopul săracilor". În decembrie 2006 Congregația pentru Episcopi l-a dezlegat de obligațiile sacerdotale. În aprilie 2008 a câștigat alegerile prezidențiale din Paraguay.

## Viața timpurie
Familia lui Lugo nu era foarte religioasă;nu l-a văzut niciodată pe tatăl său să pună  piciorul în biserică din propria ințiativă. Totuși, educația sa a fost cu emfază politică. Unchiul său Epifanio Mendes Fleitas era un disident de seamă a Partidului Colorado și a fost persecutat și exilat de Regimul Generalului Stroessner. Tatăl său a fost închis de 20 de ori și câțiva din frații lui mai mari au fost și ei exilați. A beneficiat de educația de bază la o școală religioasă din Encarnacion, iar între timp vindea snacksuri pe stradă.
La vârsta de 17-18 ani, împotriva dorinței tatălui său ca el să  devină avocat, Lugo a intrat la o școală normală și a început să predea comunității rurale. A fost bine acceptat printre oamenii săi, care erau foarte religioși dar nu aveau un preot. Își amintește că a fost impresionat de acea experiență, descoperindu-și vocația și așa s-a decis să participe la seminarul Societății Cuvântului Divin, la vârsta de 19 ani.

## Studiile și cariera preoțească
Lugo a urmat cursurile școlare în Encarnación, un oraș la frontiera cu Argentina, după care a lucrat ca învățător. În anul 1977, după absolvirea studiilor teologice la Universidad Católica din Asunción, a fost consacrat preot. Ca misionar verbit a activat timp de cinci ani în Ecuador.
Lugo a fost hirotonisit preot pe 15 august 1977. În același an a fost trimis în Ecuador ca misionar timp de 5 ani. Acolo a avut ocazia să învețe despre controversata teologie a Eliberării.
S-a întors în Paraguay în 1982 și după un an, poliția regimului a cerut ca el să fie dat afară din țară. Biserica s-a supus și l-a trimis în Roma pentru alte studii academice. Lugo s-a întors în patria-mamă în 1987, la doi ani după căderea finală a dictaturii lui Stroessner. A fost hirotonisit episcop pe 17 aprilie 1994 și a primit eparhia cea mai săracă a națiunii, în departamentul San Pedro.
Lugo și-a dat demisia din eparhia San Pedro pe 11 ianuarie 2005. A cerut laicizarea pentru a putea candida. Totuși, Sfântul Scaun a refuzat cererea pe motiv că un episcop nu poate trece prin laicizare și i-au refuzat și permisiunea canonică cerută de a candida pentru postul de ales civil. Ulterior, după jurământul său ca Președinte, Biserica i-a acordat laicizarea.

## Candidatura la Președinție
„Fără îndoială este posibil ca o țară ca Paraguay să fie reînviată. Suntem oameni cu speranță, cu credință și nu voi fi eu cel care le va omorî speranța oamenilor. Chiar cred că vom reînvia această țară, o țară adânc îngropată în mizerie, sărăcie și discriminare. Pentru că eu consider că Paraguay poate fi diferită. Nu duc lipsă de credință în această turmă. Unde există un strigăt din partea oamenilor săraci, unde există sudoare, unde oamenii sunt desculți, acolo vom fi noi. Deoarece în astfel de oameni stă o reînviere;dacă există acolo, atunci este reînvierea pentru Paraguay.”—Fernando Lugo
Lugo a intrat în arena națională sprijinind cererile țăranilor pentru o mai bună distribuție a terenurilor.În 2006, opinia sondajelor de opinie publicată de ziarul Diario ABC Color l-a prezentat pe el ca o posibilă opțiune pentru candidatura la președinție a opoziției. Cunoscut drept “episcopul săracilor ”, Lugo a fost văzut în lunile următoare ca cea mai serioasă amenințare la dominanța Partidului Colorado în politica din Paraguay. Deși a declarat că găsește interesantă președinția lui Hugo Chavez în Venezuela, a ținut să se distanțeze de conducătorii de extremă-stânga din America Latină, concentrându-se mai mult pe inegalitatea socială din Paraguay. Pe 23 februarie 2007, un articol din Prensa Latina nota că Ministerul de Interne al Paraguayului i-a oferit lui Lugo protecție din cauza amenințărilor cu moartea pe care acesta le primise în timpul activității sale politice.
Conform unei liste electorale eliberate în februarie 2007, el era pretendentul conducător la alegerile prezidențiale din aprilie 2007, cu mai mult de 37% din voturile oamenilor. Pe 29 octombrie 2007, s-a înregistrat în micul Partid Creștin Democrat din Paraguay pentru a-și dobândi abilitarea birocratică pentru a putea candida pentru post. Acel partid a integrat o coaliție de mai bine de o duzină de partide ale opoziției și mișcări sociale, numită Alianța Patriotică pentru Schimbare. Federico Franco, de la partidul de centru-dreapta Partidul Radical Liberal Autentic, cel mai mare partid al opoziției, era contracandidatul său.
Deși pe 16 noiembrie 2007  președintele Partidului Național Republican,apoi președintele Nicanor Duarte au anunțat că Partidul Colorado nu va iniția nici un fel de proceduri pentru a sabota candidatura lui Lugo, a existat o dezbatere despre legalitatea acesteia, deoarece articolul 235 al Constituției interzice miniștrilor cu orice funcție religioasă  să participe la alegeri, iar Papa Benedict XVI a respins demisia lui Lugo din preoție. Totuși, în iulie 2008, Papa l-a declasat pe Lugo la statutul de laic, pentru a-i permite să fie președinte fără să încalce regulile bisericești.
Pe 20 aprilie 2008, Lugo a câștigat alegerile cu o marjă de eroare de 10 puncte procentuale deși nici pe departe de majoritate. Candidatul Partidului Colorado, Blanca Ovelar a recunoscut că Lugo a avut o candidatură inbatabilă și a părăsit cursa în aceeași seară la ora 9 p.m., ora locală. Două ore mai târziu, președintele Duarte a recunoscut că cei de la Colorado au pierdut alegerile pentru prima dată în 61 de ani. Lugo a devenit al doilea președinte de stânga (primul fiind Rafael Franco, care a servit în 1936-1937) și primul care a fost liber ales. De asemenea, jurământul său a marcat prima dată în istoria Paraguayului (țara și-a câștigat independența în 1811) când un partid la putere a cedat pașnic conducerea unui membru ales din opoziție.
Lugo a fost investit ca președinte pe 15 august 2008. A declarat că nu va accepta salariul prezidențial deoarece “aparține unor oameni mai umili” și i-a încurajat și pe alți politicieni să refuze salariile.
Pe 18 august 2008, Lugo a numit-o pe Margarita Mbywangi, o membră a grupului etnic indigen Aché, drept ministru al afacerilor indigene, prima persoană indigenă care deține o asemenea poziție în Paraguay.

## Viața personală
Din moment ce Lugo nu este căsătorit, a anunțat numirea surorii lui mai mari, Mercedes Lugo, drept Prima Doamnă a Paraguayului.